# Waiomys mamasae
Waiomys mamasae är en gnagare i familjen råttdjur som förekommer på Sulawesi. Arten är ensam i släktet Waiomys.
Släktets namn är sammansatt av ordet wai (vatten) i språket som talas av befolkningen i området samt av det grekiska ordet mys (mus). Artepitet syftar på folkgruppen Mamasan som talar språket.
Waiomys mamasae är känd från en enda individ som hittades vid berget Tanete Gandangdewata på västra Sulawesi. Fyndplatsen ligger 1570 meter över havet. Området är täckt av regnskogar.
Det kända exemplaret är 12,9 cm lång (huvud och bål), har en 15,9 cm lång svans och väger 64 g. Bakfötternas längd är 3,6 cm och öronen är 1,1 cm långa. Den mjuka och täta pälsen på ovansidan bildas av hår som är gråa nära roten och ljusbruna vid spetsen. Dessutom är några helt gråa täckhår inblandade. Tillsammans ger håren ett gråbrunt utseende. Undersidans hår är mörkgrå vid roten samt ljusgrå vid spetsen. En del av undersidans ljusare päls når fram till låren och är där synlig som två ljusa fläckar. De små ögonen är nästan gömda i pälsen. Waiomys mamasae har många korta morrhår och några längre morrhår. På svansens undersida förekommer en kam av styva vita hår och svansens ser därför från sidan avplattad ut. Svansens ovansida har en gråbrun färg. Djuret har långa och avplattade bakfötter.
Djuret fångades när det simmade i ett vattendrag. I magsäcken hittades larver av insekter.
Arten liknar de australiska vattenråttorna och släktet Baiyankamys. Anpassningen till ett simmande levnadssätt skedde däremot oberoende av dessa släkten (konvergent evolution).
Skogens omvandling till jordbruksmark pågår främst i bergstrakternas lägre delar. Det finns så inga hot mot beståndet. Uppgifter angående artens population saknas. IUCN listar Waiomys mamasae med kunskapsbrist (DD).